# تونی ابوت
آنتونی جان «تونی» ابوت (به انگلیسی: Anthony John "Tony" Abbott) (زادهٔ ۴ نوامبر ۱۹۵۷ در لندن) از ۱۸ سپتامبر ۲۰۱۳ تا ۱۵ سپتامبر ۲۰۱۵ به مدت دو سال نخست‌وزیر استرالیا بود.

## نخست‌وزیری استرالیا
در تاریخ ۷ سپتامبر ۲۰۱۳ و در انتخابات فدرال، جناح ائتلافی استرالیا پیروز شد و در نتیجه رهبر این حزب تونی ابوت، به عنوان نخست‌وزیر آینده استرالیا انتخاب شد. وی بیست و هشتمین نخست‌وزیر استرالیا، محسوب می‌شود. پیروزی تونی ابوت به شش سال حاکمیت حزب چپ گرای کار بر استرالیا خاتمه داد.
این جناح توانست با نتیجه ای قاطع حزب کارگر استرالیا به رهبری کوین راد، نخست‌وزیر سابق استرالیا، را شکست دهد.
در مراسم سخنرانی پیروزی او جان هوارد نخست وزیراسبق استرالیا نیز حضور داشت.

نخست‌وزیر استرالیا گفت: 
در انتخابات امروز مردم استرالیا ثابت کردند که دولت نه تنها به حزب کارگر یا جناح مخالف، بلکه به خود آنها تعلق دارد.
او وعده داد که در سه سال آتی تصدی دولت، مالیات کربن از بین خواهد رفت، ورود قایق‌های پناه‌جویان متوقف خواهد شد و جاده‌های کشور بهبود خواهد یافت.
ابوت در انتخابات داخلی حزب لیبرال در تاریخ ۱۴ سپتامبر ۲۰۱۵، ریاست حزب را به مالکوم ترنبول واگذار کرد. ترنبول در ۱۵ سپتامبر به عنوان بیست و نهمین نخست‌وزیر استرالیا سوگند خورد.

## مقام‌های دولتی
- نمایندهٔ پارلمان استرالیا (۱۹۹۴ تاکنون)
- وزیر بهداشت و سالمندی (۲۰۰۳–۲۰۰۷)
- وزیر استخدام و روابط شغلی (۲۰۰۱–۲۰۰۳)
- وزیر استخدام، روابط شغلی و تجارت خرد وزیر خدمات استخدامی
- رهبر اپوزیسیون استرالیا (۲۰۰۹–۲۰۱۳)
- نخست‌وزیر استرالیا (۲۰۱۳–۲۰۱۵)